# Martin Earley
Pour les articles homonymes, voir Earley (homonymie).
Martin Earley, né le 15 juin 1962 à Clonsilla, est un coureur cycliste irlandais, professionnel de 1985 à 1996.

## Palmarès
- 1978
  -  Champion d'Irlande sur route juniors
  - Tour d'Irlande juniors :
    - Classement général
    - 7e étape
- 1979
  - 5e étape du Tour d'Irlande juniors
  - 3e du Tour d'Irlande juniors
- 1980
  -  Champion d'Irlande sur route juniors
- 1981
  - Shay Elliott Memorial Race
- 1982
  - 4e étape de l'An Post Rás
  - 3e de l'An Post Rás
- 1983
  - Tour de Seine-et-Marne
  - 3e du Tour du Loiret
  - 3e de Paris-Dreux
- 1984
  - Tour de Seine-et-Marne
  - 6e et 7eb étapes du Tour de Navarre
  - 2e de Paris-Orléans
  - 2e de Tarbes-Sauveterre
  - 3e du Circuit de la Chalosse
- 1986
  - 2e étape du Tour du Pays basque
  - 14e étape du Tour d'Italie
- 1987
  - 3e étape du Tour du Pays basque
  - 3e du Tour du Haut-Var
  - 6e du Tour d'Irlande
- 1988
  - 10e de Liège-Bastogne-Liège
- 1989
  - 8e étape du Tour de France
  - 1re et 3eb étapes du Tour du Vaucluse
  - Tom Simpson Memorial Grand Prix
  - 7e du championnat du monde sur route
  - 9e du Tour de Lombardie
- 1990
  - 8e de Tirreno-Adriatico
  - 9e de Liège-Bastogne-Liège
- 1991
  - 1re étape du Tour de Galice
  - 3e du Grand Prix de Francfort
  - 3e du Grand Prix des Amériques
- 1992
  - 7e du Grand Prix de Zurich
- 1994
  -  Champion d'Irlande sur route
- 1996
  - Europa Two Days :
    - Classement général
    - 1re étape

## Résultats sur les grands tours

### Tour de France
8 participations
- 1985 : 60e
- 1986 : 46e
- 1987 : 65e
- 1988 : abandon (17e étape)
- 1989 : 44e, vainqueur de la 8e étape
- 1990 : abandon (11e étape)
- 1991 : abandon (10e étape)
- 1992 : 80e

### Tour d'Espagne
3 participations
- 1987 : 22e
- 1988 : 19e
- 1993 : abandon (16e étape)

### Tour d'Italie
1 participation
- 1986 : 47e, vainqueur de la 14e étape